# Jesse Metcalfe
Jesse Eden Metcalfe (9 december 1978) is een Amerikaans acteur.
Metcalfe begon zijn carrière in 1999. Hij speelde tot 2004 in Passions. Hij verliet de serie om zijn carrière uit te breiden. Niet veel later kreeg hij een rol in Desperate Housewives. De serie werd een enorm succes, waardoor Metcalfe onmiddellijk een grote sterrenstatus kreeg. Na het eerste seizoen verliet hij de serie. Hij kwam in het tweede en derde seizoen nog wel terug voor een paar afleveringen.
Metcalfe's eerste filmrol was een hoofdrol in de tienerfilm John Tucker Must Die. Hierin speelt hij een charmante en populaire basketbalspeler die maar al te graag gebruikmaakt van meiden. In 2007 was Metcalfe in de films Town Creek en Loaded te zien.
In 2009 was hij te zien in de film The Other End Of The Line. In 2012 neemt hij de rol van Christopher Ewing op in Dallas. Vanaf 2016 speelt hij de rol van Trace Riley in de televisieserie Chesapeake Shores.

## Filmografie

### Films
| Jaar | Titel                                     | Rol              |
| ---- | ----------------------------------------- | ---------------- |
| 2003 | 44 Minutes: The North Hollywood Shoot-Out | Uniform          |
| 2006 | John Tucker Must Die                      | John Tucker      |
| 2008 | Loaded                                    | Tristan Price    |
| 2008 | Insanitarium                              | Jack             |
| 2008 | The Other End of the Line                 | Granger Woodriff |
| 2009 | Beyond a Reasonable Doubt                 | C.J. Nicholas    |
| 2009 | The Tortured                              | Craig Landry     |
| 2015 | Dead Rising: Watchtower                   | Chase Carter     |
| 2016 | God's Not Dead 2                          | Tom Endler       |
| 2016 | Dead Rising: Endgame                      | Chase Carter     |
| 2018 | Escape Plan 2: Hades                      | Luke Graves      |
| 2018 | The Ninth Passenger                       | Brady            |
| 2020 | Cover Me                                  | Richie Howell    |
| 2020 | Hard Kill                                 | Derek Miller     |

### Televisie
| Jaar           | Titel                                                 | Rol                     | Opmerking         |
| -------------- | ----------------------------------------------------- | ----------------------- | ----------------- |
| 1999-2004      | Passions                                              | Miguel Lopez-Fitzgerald | soapserie         |
| 2003-2004      | Smallville                                            | Van McNulty             | twee afleveringen |
| 2004-2007 2009 | Desperate Housewives                                  | John Rowland            | seizoenen 1-4, 6  |
| 2010-2011      | Chase                                                 | Luke Watson             | 18 afleveringen   |
| 2012-2014      | Dallas                                                | Christopher Ewing       | 40 afleveringen   |
| 2015           | A Country Wedding                                     | Bradley Suttons         | televisiefilm     |
| 2016-2021      | Chesapeake Shores                                     | Trace Riley             | 35 afleveringen   |
| 2017           | Christmas Next Door                                   | Eric Redford            | televisiefilm     |
| 2019           | Christmas Under the Stars                             | Nick Bellwith           | televisiefilm     |
| 2020           | A Martha's Vineyard Mystery: A Beautiful Place to Die | Jeff Jackson            | televisiefilm     |
| 2020           | A Martha's Vineyard Mystery: Riddled with Deceit      | Jeff Jackson            | televisiefilm     |
| 2020           | Dancing with the Stars                                | zichzelf                | 5 afleveringen    |

## Prijzen
Metcalfe won in 2005 twee prijzen voor zijn rol in Desperate Housewives; een voor Beste Optreden in een komedieserie en een 'Breakout Performance'-prijs van Choice TV.
- Bibsys: 11084423
- Biblioteca Nacional de España: XX4618549
- Bibliothèque nationale de France: cb155543743 (data)
- Gemeinsame Normdatei: 142533181
- International Standard Name Identifier: 0000 0001 1611 5556
- Library of Congress Control Number: no2005108198
- Nationale Bibliotheek van Israël: 987007441224305171
- Nederlandse Thesaurus van Auteursnamen: 301917582
- Virtual International Authority File: 27379979
- WorldCat: E39PBJfx7tVPTJwfgKJH3qfXh3